# Fotla Corona
La Fotla Corona è una struttura geologica della superficie di Venere.